# 2008 год в литературе

## События
- 13 февраля — благотворительная акция в Петербурге, в ходе которой собрали книги и средства для восстановления библиотеки в Грозном.
- 15 февраля — во Франции изменились правила одной из старейших и престижнейших литературных премий мира — Гонкуровской.
- 16 февраля — опубликованы «Письма президенту» журналиста Александра Минкина.
- 26 февраля — фестиваль детской литературы в Лондоне.
- 27 февраля — благотворительная организация Booktrust провела опрос, в котором участвовали 4 тыс. человек в возрасте от 16 до 65 лет. Лучшей детской книгой по результатам голосования признан роман Клайва Льюиса «Лев, Колдунья и Платяной шкаф» (англ. The Lion, the Witch and the Wardrobe).
- 14 апреля — в Лондоне открылась ежегодная Лондонская книжная ярмарка (London Book Fair 2008).
- 5 октября — Болгарское национальное телевидение начинает кампанию Большое чтение в Болгарии с целью повысить интерес к литературе (проводилась до 22 марта 2009).

## Премии

### Международные
- Нобелевская премия по литературе — Жан-Мари Гюстав Леклезио, «За то, что Леклезио пишет „о новых направлениях, поэтических приключениях, чувственных восторгах“, он — „исследователь человечества вне пределов правящей цивилизации“»[1].
- Премия Агаты — Луиза Пенни, роман «Самый жестокий месяц» (англ. The Cruelest Month).
- Премия «Хьюго» за лучший роман — Майкл Шейбон, «Союз еврейских полисменов» (англ. The Yiddish Policemen's Union)[2].
- Премия «Хьюго» за лучшую повесть — Конни Уиллис, «Всем сойти на землю» (англ. All Seated on the Ground)[2].
- Премия «Хьюго» за лучшую короткую повесть — Тед Чан,  «Купец и волшебные врата» (англ. The Merchant and the Alchemist’s Gate)[2].
- Премия «Хьюго» за лучший рассказ — Элизабет Бир, «Береговая линия» (англ. Tideline)[2].
- Дублинская литературная премия — Рави Хаж, «De Niro's Game».
- Премия Виленицы — Анджей Стасюк.
- Нейштадтская литературная премия — Патрисия Грейс[3].
- Премия мира немецких книготорговцев — Ансельм Кифер.
- Премия Франца Кафки —  Арношт Лустиг.
- АБС-премия:
  - номинация «Художественная проза» — Александр Житинский, роман «Государь всея Сети».
  - номинация «Критика и публицистика» — Александр Етоев, энциклопедия «Книгоедство».
- Международная премия Ибсена — Питер Брук.
- Международная детская литературная премия имени В. П. Крапивина:
  - Владислав Бахревский (пос. Селятино Московской области) — за сборник повестей для детей «Чудеса за порожком» и за роман для юношества «Бородинское поле»[4];
  - Сергей Борисов (г. Шадринск, Курганская обл.) — за «Энциклопедический словарь русского детства»[5];
  - Василий Быковский (г. Муравленко, ЯНАО) — за книгу «Дикий Запад и Западная Сибирь»;
  - Аркадий Мар (США, Нью-Йорк) — за повесть «Маленькие повести о больших музыкантах» и сборник рассказов и повестей «Прошлая жизнь»;
  - Вадим Хапаев, Юрий Викторов (Севастополь) — за литературный сценарий документально-художественного фильма «Севастополь. Испытание войной»[6];
  - Олег Раин (Андрей Щупов) (Екатеринбург) — за роман для подростков «Слева от солнца»[7].
  - Художники Евгения Стерлигова,  Евгений Пинаев, Евгений Медведев — за иллюстрации к детским книгам[8].

### Австрия
- Австрийская государственная премия по европейской литературе — Агота Кристоф[9].
- Премия Фельдкирха:

1. Андреас Неезер;
2. Мартин Штраус;
3. Лина Гофштеттер.

- Премия Эриха Фрида — Алоис Хотшниг.

### Великобритания
- Букеровская премия — Аравинд Адига, «Белый тигр» (англ. The White Tiger)[10].
- Премия Сомерсета Моэма:

1. Стивен Холл, «Дневники голодной акулы» (англ. The Raw Shark Texts);
2. Ник Лэрд, «Намеренно» (англ. On Purpose);
3. Гвендолин Райли, «Joshua Spassky»;
4. Адам Тирлвелл, «Мисс Герберт» (англ. Miss Herbert).

- Женская премия за художественную литературу — Роуз Тремейн, «Дорога домой» (англ. The Road Home)[11].

### Германия
- Премия Георга Бюхнера — Йозеф Винклер.
- Бременская литературная премия — Ганс Иоахим Шедлих, «Vorbei».

### Израиль
- Государственная премия Израиля:
  - номинация «за литературу на иврите» — Ида Финк;
  - номинация «за переводы на иврит прозы и поэзии» — Нили Мирски;
  - номинация «за поэзию» — Тувия Рибнер.
- Литературная премия имени Бялика*
  - номинация «Литература» — Одед Бурла, Исраэль Элираз, Йешаягу Корен;
  - номинация «Еврейская мысль» — Эзра Мендельсон, Давид Виталь.
- Иерусалимская премия — не вручалась.

### Испания
- Премия Сервантеса — Хуан Марсе.
- Премия принцессы Астурийской — Маргарет Этвуд[12].

### Италия
- Премия Гринцане Кавур — Дон Делилло;
  - номинация «произведение молодого автора» — Леонора Миано.

### Норвегия
- Премия Ибсена — Эдвард Хуэм, «Mikal Hetles siste ord».
- Премия Браги:
  - почётная премия — писатель Хьяртан Флёгстад
  - номинация «Беллетристика» — Пер Петтерсон, «Я проклинаю реку времени» (норв. Jeg forbanner tidens elv).
  - номинация «Детская литература» — Юхан Харстад,  «Darlah — 172 timer på månen».

### Россия
- Премия «Большая книга»:

1. Владимир Маканин (роман «Асан», I премия);
2. Людмила Сараскина (биография «Александр Солженицын», II премия);
3. Рустам Рахматуллин (книга эссе «Две Москвы, или Метафизика Столицы», III премия)[13].

- Независимая литературная премия «Дебют»:
  - номинация «Крупная проза» — Сергей Красильников за повесть «Сучья кровь».
  - номинация «Малая проза» — Михаил Енотов за подборку рассказов;
  - номинация «Поэзия» — Андрей Егоров за подборку стихотворений;
  - номинация «Драматургия» — Ярослава Пулинович за пьесу «Наташина мечта»;
  - номинация «Литературная критика и эссеистика» — Александр Монтлевич за эссе «Криминология присутствия»;
  - номинация «Киносценарий» — Дарья Грацевич за сценарий «Недотроги».
- Премия «Поэт» — Тимур Кибиров[14].
- Русский Букер — Михаил Елизаров, роман «Библиотекарь».
- Премия имени П. П. Бажова:

1. Владимир Бабенко — за книгу «Музы русской литературы»;
2. Сергей Борисов — за книгу «Небо времени»;
3. Тамара Катаева — за книгу «Алексей Решетов. Материалы к биографии»;
4. Михаил Немченко — за книгу повестей и рассказов «Плот»;
5. Наталья Паэгле — за исследование судьбы жертв политических репрессий;
6. Светлана Семёнова — за книгу «Пламя и камень».

- Премия Ивана Петровича Белкина — Леонид Зорин, «Медный закат»[15].
- Премия Александра Солженицына — писатель Борис Екимов, «за остроту и боль в описании потерянного состояния русской провинции и отражение неистребимого достоинства скромного человека; за бьющий в прозе писателя источник живого народного языка»[16].
- Премия Андрея Белого:
  - номинация «поэзия» — Владимир Аристов, Сергей Круглов;
  - номинация «проза» — Александр Секацкий;
  - номинация «гуманитарные исследования» — Александр Лавров;
  - номинация «за заслуги перед литературой» — Марк Белорусец,Татьяна Баскакова.
- Национальный бестселлер — Захар Прилепин, «Грех».
- Литературная премия «Чаша круговая» — Вадим Дулепов[17].
- Всероссийская премия имени Самуила Маршака:
  - номинация «Проза» — Александр Етоев;
  - номинация «Поэзия» — Марина Бородицкая[18].

### США
- Всемирная премия фэнтези за лучший роман Гай Гэвриел Кей, «Изабель» (англ. Ysabel).
- Всемирная премия фэнтези за лучшую повесть — Элизабет Хэнд, «Иллирия» (англ. Illyria).
- Всемирная премия фэнтези за лучший рассказ — Теодора Госс, «Singing of Mount Abora».
- Премия Эдгара Аллана По:
  - номинация «за лучший роман» — Джон Харт, «Вниз по реке» (англ. Down River)[19].
  - номинация «за первый лучший роман» — Тана Френч, «В лесной чаще» (англ. In the Woods)[20].
- Пулитцеровская премия за художественную книгу — Хунот Диас, «Короткая и удивительная жизнь Оскара Уао» (англ. The Brief Wondrous Life of Oscar Wao)[21].
- Пулитцеровская премия за лучшую драму — Трейси Леттс, «Август: Графство Осейдж» (англ. August: Osage County)[22].
- Пулитцеровская премия за поэзию:

1. Роберт Хасс, «Время и материалы» (англ. Time and Materials);
2. Филипп Шульц, «Провал» (англ. Failure)[23][24].

### Франция
- Гонкуровская премия — Атик Рахими, «Сингэ Сабур. Камень терпения» (фр. Syngué sabour : Pierre de patience)[25].
- Премия Фемина — Жан-Луи Фурнье, «Куда мы идём, папа?» (фр. Où on va, papa?);
  - премия зарубежному автору — Сандро Веронези, роман «Мирный хаос».
- Премия Фенеона — Жан-Батист Дель Амо, «Воспитание либертина» (фр. Une éducation libertine).
- Премия Медичи:
  - номинация «за роман» — Жан-Мари Блас де Роблес, «Там, где тигры у себя» (фр. Là où les tigres sont chez eux);
  - номинация «за лучшее зарубежное произведение» — Ален Клод Зульцер, «Идеальный официант» (нем. Ein perfekter Kellner);
  - номинация «за эссеистику» — Сесиль Гильбер, «Warhol Spirit».
- Премия Ренодо —  Тьерно Моненембо, «Король Кахера» (англ. Le Roi de Kahel).

### Швеция
- Премия памяти Астрид Линдгрен — Соня Хартнетт[26].
- Литературная премия Шведской академии — Свен-Эрик Лидман[англ.][27].

### Япония
- Литературная премия имени Номы — Ко Матида — «Гостиничное паломничество» (宿屋めぐり).
- Премия имени Рюноскэ Акутагавы:
  - 2008а: Ян И — «Утро, когда расплывается время» (時が滲む朝);
  - 2008б: Кикуко Цумура — «Судно из золотистого сциндапсуса» (ポトスライムの舟).
- Литературная премия имени Сэя Ито:
  - проза: Анна Огино, «Краб, он и я» (蟹と彼と私);
  - критика: Хироси Хомура, «Друзья танка» (短歌の友人).
- Премия имени Дзюна Таками — Тору Китагава и Масато Инагава.
- Премия имени Дзюнъитиро Танидзаки — Нацуо Кирино — «Остров Токио» (東京島).

## Книги

### Романы
- «Голодные игры» (англ. The Hunger Games) — роман Сьюзен Коллинз.
- «Дьюма-Ки» (англ. Duma Key) — роман Стивена Кинга.
- «Дьявол не любит ждать» (англ. Devil May Care) — роман Себастьяна Фолкса.
- «Есть, молиться, любить» (англ. Eat, Pray, Love: One Woman's Search for Everything Across Italy, India and Indonesia) — роман Элизабет Гилберт.
- «Запах страха» — роман Вадима Панова, четырнадцатый в цикле «Тайный Город».
- «Камергерский переулок» — роман Владимира Орлова.
- «Костры на алтарях» (2008 год) — роман Вадима Панова, третий в цикле «Анклавы».
- «Младший брат» (англ. Little Brother) — роман Кори Доктороу.
- «Музей невинности» (тур. Masumiyet Müzesi) — роман Орхана Памука.
- «Почерк Леонардо» — роман Дины Рубиной.
- «Снесла Баба-Яга яичко» (хорв. Baba Jaga je snijela jaje ) — роман хорватской писательницы Дубравки Угрешич.

### Малая проза
- «Любовь в седьмом вагоне» — сборник рассказов Ольги Славниковой.
- «П5: прощальные песни политических пигмеев пиндостана» — сборник рассказов Виктора Пелевина.
- «СМРТ» — сборник рассказов Эдуарда Лимонова.
- «Чеченские рассказы» — книга Александра Карасёва.

### Драматургия
- «Русское варенье и другое» — сборник пьес Людмилы Улицкой.

### Поэзия
- «Рассеянная масса» — сборник стихов Михаила Айзенберга.

## Умершие
- 12 января — Адриано Гонсалес Леон (англ. Adriano González León), венесуэльский поэт и писатель.
- 29 января — Маргарет Трумэн (англ. Margaret Truman), американская певица и писательница, дочь Гарри Трумэна.
- 18 февраля — Ален Роб-Грийе, писатель, кинорежиссёр, 85 лет.
- 22 мая — Роберт Асприн, американский писатель-фантаст, 61 год.
- 6 июня — Ференц Шанта, венгерский романист и сценарист, 80 лет.
- 10 июня — Чингиз Айтматов, киргизский и русский писатель, 79 лет.
- 12 июня — Анатолий Калинин, русский советский прозаик, поэт и публицист, 91 год.
- 11 июля — Анатолий Приставкин, советский и российский писатель, общественный деятель, 76 лет.
- 3 августа — Александр Солженицын, русский писатель, драматург, эссеист-публицист, поэт, общественный и политический деятель, 89 лет.
- 6 сентября – Абд аль-Халим Абу Газала, египетский военный писатель.
- 4 ноября — Майкл Крайтон, американский писатель-фантаст, 66 лет.
- 24 декабря — Гарольд Пинтер, английский драматург, поэт, режиссёр, актёр, общественный деятель, 78 лет.